# Trilepis lhotzkiana
Trilepis lhotzkiana là loài thực vật có hoa trong họ Cói. Loài này được Nees miêu tả khoa học đầu tiên năm 1834.